# Cicurina maculipes
Cicurina maculipes är en spindelart som beskrevs av Saito 1934. Cicurina maculipes ingår i släktet Cicurina och familjen kardarspindlar. Inga underarter finns listade i Catalogue of Life.